# APT (アルバム)
『APT』（アプツ）は、2006年7月19日にリリースされた、チリの歌手ニコールの5枚目のアルバム。

## 曲目
1. シ・ビエネス・ポル・ミ Si vienes por mí (3:17)
2. クルパベス Culpables (4:17)
3. ビポラル Bipolar (2:40)
4. ラ・ウルチマ・ベズ La última vez (3:21)
5. ノ・メ・コンフンダス No me confundas (3:31)
6. 1800ナスティショー 1-800-NASTY-SHOW (3:18)
7. ベネノ Veneno (2:55)
8. ツラペヅ・イン・チメ Trapped in time (3:40)
9. エル・カミノ El camino (3:23)
10. ラプツレ Rapture (4:22)
11. ベネノ Veneno (2:55)[1]
12. ラグリマス・デ・サル Lágrimas de sal (4.13)[2]